# African American Civil War Memorial
O African American Civil War Memorial (em português:  Memorial Afro-Americano da Guerra Civil), é um monumento localizado em Washington, D.C., que homenageia os 209.145 afro-americanos que lutaram pela União na Guerra Civil Americana.
O memorial foi construído em 1997 a dois quarteirões do Museu de mesmo nome, no bairro histórico de U Street.